# DUSP1
DUSP1 (англ. Dual specificity phosphatase 1) – білок, який кодується однойменним геном, розташованим у людей на короткому плечі 5-ї хромосоми.  Довжина поліпептидного ланцюга білка становить 367 амінокислот, а молекулярна маса — 39 298.
| 10         |  | 20         |  | 30         |  | 40         |  | 50         |
| ---------- |  | ---------- |  | ---------- |  | ---------- |  | ---------- |
| MVMEVGTLDA |  | GGLRALLGER |  | AAQCLLLDCR |  | SFFAFNAGHI |  | AGSVNVRFST |
| IVRRRAKGAM |  | GLEHIVPNAE |  | LRGRLLAGAY |  | HAVVLLDERS |  | AALDGAKRDG |
| TLALAAGALC |  | REARAAQVFF |  | LKGGYEAFSA |  | SCPELCSKQS |  | TPMGLSLPLS |
| TSVPDSAESG |  | CSSCSTPLYD |  | QGGPVEILPF |  | LYLGSAYHAS |  | RKDMLDALGI |
| TALINVSANC |  | PNHFEGHYQY |  | KSIPVEDNHK |  | ADISSWFNEA |  | IDFIDSIKNA |
| GGRVFVHCQA |  | GISRSATICL |  | AYLMRTNRVK |  | LDEAFEFVKQ |  | RRSIISPNFS |
| FMGQLLQFES |  | QVLAPHCSAE |  | AGSPAMAVLD |  | RGTSTTTVFN |  | FPVSIPVHST |
| NSALSYLQSP |  | ITTSPSC    |  |            |  |            |  |            |

A: Аланін

C: Цистеїн

D: Аспарагінова кислота

E: Глутамінова кислота

F: Фенілаланін

G: Гліцин

H: Гістидин

I: Ізолейцин

K: Лізин

L: Лейцин

M: Метіонін

N: Аспарагін

P: Пролін

Q: Глутамін

R: Аргінін

S: Серин

T: Треонін

V: Валін

W: Триптофан

Кодований геном білок за функціями належить до гідролаз, протеїн-фосфатаз, фосфопротеїнів. 
Задіяний у таких біологічних процесах як відповідь на стрес, клітинний цикл, поліморфізм. 
Локалізований у ядрі.